# La terra trema
La terra trema is een Italiaanse dramafilm uit 1948 onder regie van Luchino Visconti. In de prent spelen alleen niet-professionele acteurs mee, bewoners van het Siciliaanse vissersdorp waar het verhaal zich afspeelt.

## Verhaal
De dorpsbewoners leven sinds generaties van de visvangst. Wanneer de jonge visser Ntoni Valastro ontdekt dat ze allemaal worden bedrogen en uitgebuit door de vishandelaars, wordt zijn wrevel steeds sterker en op een gegeven ogenblik werpt hij tijdens een ruzie samen met enkele vrienden de weegschalen van de vishandelaars in het water. De handelaars zien af van gerechtelijke stappen, omdat ze op het werk van de vissers zijn aangewezen. Ntoni wordt zich bewust van zijn macht. Hij sluit in het geheim een hypotheek op het huis van zijn ouders, koopt vervolgens een boot en begint voor eigen rekening te vissen. Aanvankelijk boekt hij succes, maar een sterke storm verwoest zijn boot en zijn familie en hij worden nog armer dan tevoren. Ntoni moet zich weer schikken naar de willekeur van de handelaars.

## Rolverdeling
| Acteur               | Personage     |
| -------------------- | ------------- |
| Antonio Arcidiacono  | Ntoni         |
| Giuseppe Arcidiacono | Cola          |
| Venera Bonaccorso    | Oude vrouw    |
| Nicola Castorino     | Nicola        |
| Rosa Catalano        | Rosa          |
| Rosa Costanzo        | Nedda         |
| Alfio Fichera        | Michele       |
| Carmela Fichera      | Barones       |
| Rosario Galvagno     | Don Salvatore |
| Agnese Giammona      | Lucia         |
| Nelluccia Giammona   | Mara          |
| Giovanni Greco       |               |
| Ignazio Maccarone    | Maccarone     |
| Giovanni Maiorana    | Kind          |
| Antonino Micale      | Vanni         |